# 13e régiment de chasseurs à cheval
Das 13e régiment de chasseurs à cheval war ein Regiment Jäger zu Pferde, das während der Französischen Revolution unter dem Namen Légion des Américains et du Midi aufgestellt wurde. Das Regiment bestand unter wechselnden Bezeichnungen bis 1998.

## Aufstellung und signifikante Änderungen
- 7. September 1792: Es erfolgte der Beschluss der Nationalversammlung zur Aufstellung der „Légion franche“, gebildet aus Freiwilligen von den Antillen und aus den afrikanischen Landesteilen, die von Frankreich dominiert wurden (Comptoirs africains). Sie erhielt die Bezeichnung Légion des Américains et du Midi. Die Stärke sollte 800 Jäger zu Fuß und 200 Jäger zu Pferde betragen.[1]
- Per Dekret vom 6. Dezember 1792 wurde die umgangssprachlich „Hussards américains“ (amerikanische Husaren) genannte Truppe den „Chasseurs à cheval“ zugewiesen.
- 21. Februar 1793: Umbenennung in „13e régiment de chasseurs à cheval“. Die geplanten 800 Jäger zu Fuß konnten nicht rekrutiert werden.
- 7. März 1793: Per Dekret wurden die Husarenkompanien „Hussards de la Mort“, „Hussards de l’Égalité“ und „Hussards de la Légion des Alpes“[2] in das „13e régiment de chasseurs à cheval“ eingegliedert.[3]
- März 1794: Die 1. Kompanie, bestehend aus 84 farbigen Reitern, wurde nach Brest verlegt, um zur Bekämpfung des Sklavenaufstandes nach Saint-Domingue geschickt zu werden. Das wurde dann abgeblasen, und die Kompanie bildete mit der Escadron der „Dragons de la Montagne“ und der „Escadron Cavalerie nationale“ das „13ebis[4] régiment de chasseurs à cheval“.
- 1795: Eingliederung des „13ebis régiment de chasseurs à cheval“ in das „13e régiment de chasseurs à cheval“
- Dezember 1815: Auflösung
- 1816: Wiederaufstellung als Régiment des chasseurs de la Meuse
- 1830: Umbenennung in „13e régiment de chasseurs à cheval“
- 19. Februar 1831: Umbenennung in „8e régiment de chasseurs à cheval“, das vormalige „18e régiment de chasseurs à cheval“ übernahm die Nr. 13.
- 1. Januar 1837: Umbenennung in „7e régiment de lanciers“
- 1840: Umbenennung in „13e régiment de chasseurs à cheval“
- 1852: Eingliederung in die Garde impériale mit der neuen Bezeichnung Régiment de guides de la Garde impériale
- 20. Mai 1871: Aus den Resten der untergegangenen kaiserlichen Gardekavallerie wurde das „10e régiment de marche de cavalerie légère“ (10. Leichtes Kavallerie-Marschregiment) zusammengestellt. Das vormalige Régiment de guides de la Garde impériale wurde in das 9e régiment de hussards umgewandelt.
- 1871: Wiederaufstellung des „13e régiment de chasseurs à cheval“
- 1927: Auflösung
- 1965: Aufstellung als Régiment de réserve (teilmobiles Sicherungsregiment), bis 1983 dem 4e régiment de chasseurs, danach bis zur Auflösung dem 1er régiment de Spahis unterstellt
- 1998: Auflösung

## Colonels/Chefs de brigade
Die Bezeichnung „Colonel“ wurde von 1721 bis 1730, von 1791 bis 1793 und ab 1803 geführt, von 1793 bis 1803 verwendete man in der französischen Armee die Bezeichnung Chef de brigade.
- 8. September 1792: Joseph Bologne de Saint-Georges[5]
- 25. September 1793: Joseph Bologne de Saint-Georges wurde abgesetzt; neuer Kommandant wurde Jean-François Target
- 1802: Chef de brigade Nicolas Pultière
- 1807: Colonel Domangeo
- 1814: Colonel Rodolphe de Faÿ de La Tour-Maubourg
- 1815: Colonel Bernard Prués
- 1852: Colonel Fleury
- 1860: Colonel de Montaigu
- 1866: Colonel Joachim Murat (1834–1901), 4. Prinz Murat
- 1870: Colonel de Percin de Northumberlain
- 1907: Colonel Tillette de Clermont-Tonnerre
- 1969: Colonel Page
- 1974: Colonel Aubin
- 1976: Colonel Ottavy
- 1981: Colonel Préaubert
- 1986: Colonel Peyrot
- 1989: Colonel Bernard
- 1992: Colonel Riboud
- 1995 bis 1998: Colonel Ortis

## Einsatzgeschichte

### Kriege der Revolution und des Empire
- September 1792: Aufstellung in Paris
- November 1792: Gliederung in Amiens
- Februar 1793: Garnison in Laon
- März 1793: Eine Escadron zu 75 Mann wurde der Armee von Dumouriez zugeteilt.
- 22. April 1793: Die 1. Kompanie mit 84 Mann wurde nach Brest verlegt, um von dort nach Saint-Domingue eingeschifft zu werden, was die Männer aber nicht wollten. Eine Delegation wurde deswegen nach Paris geschickt, die erreichen konnte, dass die Nationalversammlung diese Anordnung widerrief. Sie wurden dann zur Disposition von Jean-Baptiste Carrier gestellt. Dieser operierte in der Vendée, wo er sich durch seine Brutalität auszeichnete.
- Mai 1793: Das Ersatzdepot wurde in Béthune eingerichtet. Die Einheit lag mit einer Stärke von 559 Mann in Lille und wurde der Armee in Belgien zugeteilt.

Feldzüge:
- 1793–1794: der Armée du Nord zugeteilt
- 1796–1797: Einsatz mit der Armée d’Italie
- 1797: bei der Armée de Sambre-et-Meuse
- 1798–1799: Einsatz in der Ägyptischen Expedition
- 1799–1800: bei der Armée d’Italie
- 1805–1807: Feldzug in Deutschland und Polen mit der Grande Armée

Einsatz in der Schlacht bei Austerlitz
Einsatz in der Schlacht bei Eylau
- 1808: Kämpfe im Spanischen Unabhängigkeitskrieg
- 1809: In Deutschland. Im Gefecht bei Pasewalk gelang es dem Regiment zusammen mit dem 9e régiment de dragons, 3000 preußische Infanteristen gefangen zu nehmen, was ihm eine ehrenvolle Erwähnung auf der Regimentsfahne einbrachte.
- 1810–1813: Kämpfe im Spanischen Unabhängigkeitskrieg
- 1812: Russlandfeldzug 1812
- 1813: Feldzug in Deutschland

Völkerschlacht bei Leipzig
- 1814: Kämpfe in Spanien, Schlacht bei Orthez, Feldzug in Frankreich
- 1815: Feldzug in Belgien

### 1815 bis 1848
- 1823: Teilnahme an der Französischen Invasion in Spanien
- 1830: Einsatz bei der Eroberung von Algerien
- 1831: Garnison in Compiègne
- 1832: Verlegung nach Puiseaux
- 1835: Garnison in Haguenau

### Zweites Kaiserreich
- 1859: Sardischer Krieg (Einsatz in der Schlacht bei Solferino)
- 1870 bis 1871: Deutsch-Französischer Krieg

### Erster Weltkrieg
Das Regiment wurde in Vienne auf den Kriegszustand gebracht. Es wurde aufgeteilt, die Escadrons dienten während des ganzen Krieges im Aufklärungs-, Patrouillen- und Verbindungsdienst. Aus diesem Grunde sind unter Umständen lediglich einzelne Escadrons ausgezeichnet worden, nicht jedoch das Regiment in seiner Gesamtheit.
1914
Feldzug in Lothringen, in Flandern und an der Yser. Am Ende des Jahres lag die Einheit in Ruhe in Compiègne.
1915
Ab Februar befand sich das Regiment im Elsass.
1916
...
1917
...
1918
...

### Zwischenkriegszeit
1921 wurde das Regiment in Chambéry stationiert, es löste dort das aufgelöste 9e régiment de hussards ab. Im Jahre 1928 erfolgte hier die Auflösung.

### Letzte Aktivierung
Zwischen 1965 und 1998 war das Regiment zunächst in Lyon und dann in Valbonne stationiert. Es handelte sich um ein teilmobiles Sicherungsregiment, das bei seiner Auflösung aus einer Stabs- und Unterstützungsescadron, zwei leichten Escadrons (ausgestattet mit Hotchkiss M201) und drei Escadrons auf LKW bestand (welche Teile gekadert waren, ist nicht bekannt).
Der letzte Appell fand am 20. Juni 1998 in der „Caserne Sergent Blandan“ in Lyon statt. Der Kommandant, Colonel François Ortis, übertrug die Aufgabe des Einrollens der Regimentsfahne an seinen Stellvertreter, den Lieutenant-colonel John-Paul Basset. Letzter Fähnrich war der  Lieutenant Philippe de Roquefeuil, Zugführer in der 1. Escadron ERI (Escadrons de Recherche et d’Intervention) von Capitaine Eric Simon.

## Regimentsfahnen

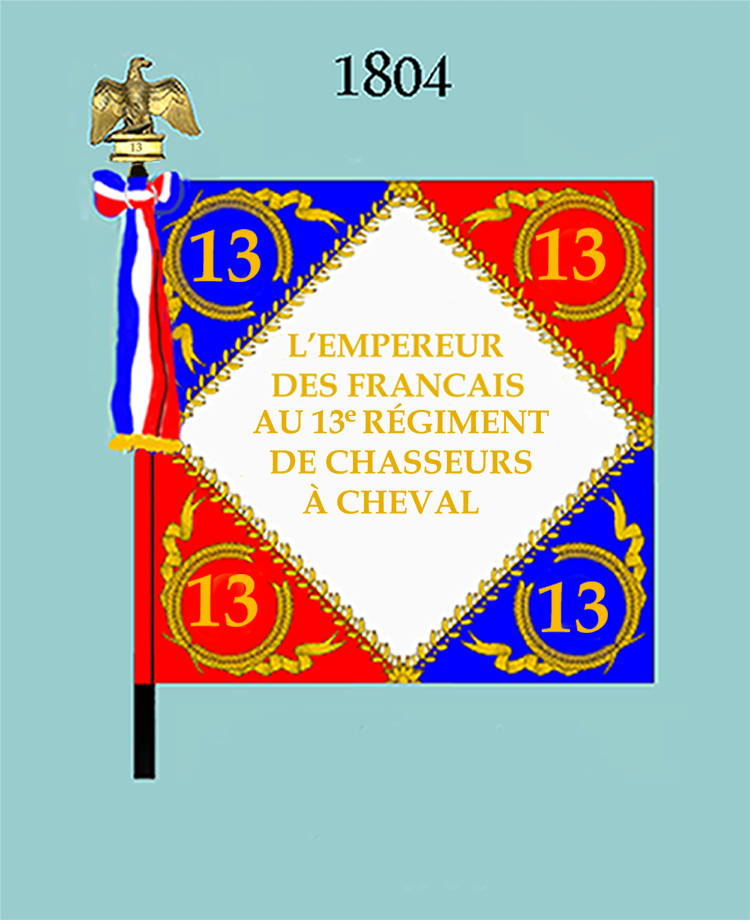
1804 bis 1812
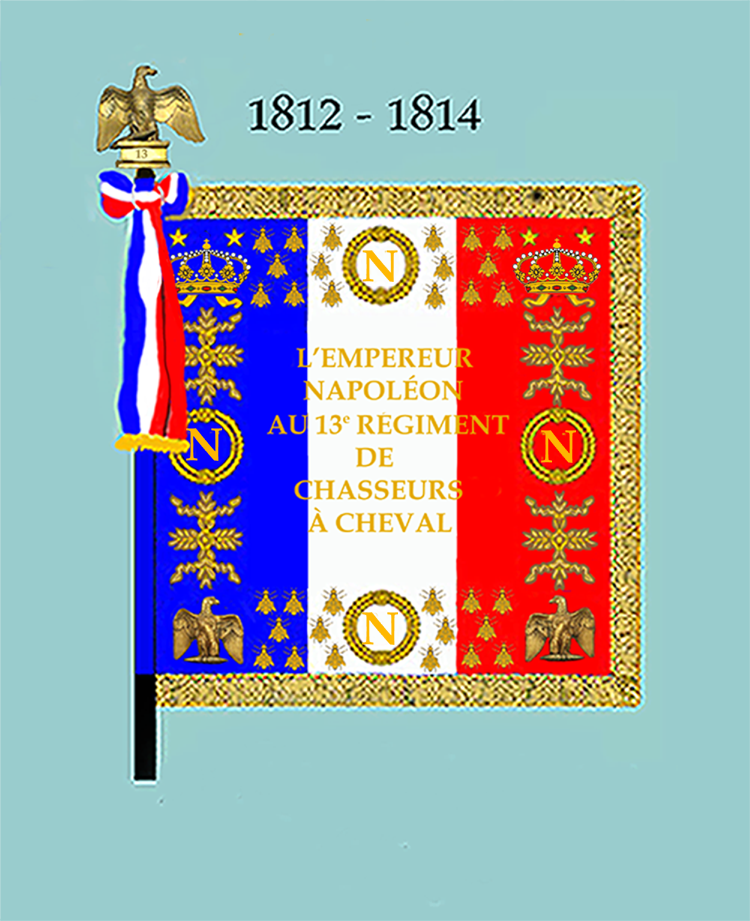
1812 bis 1814
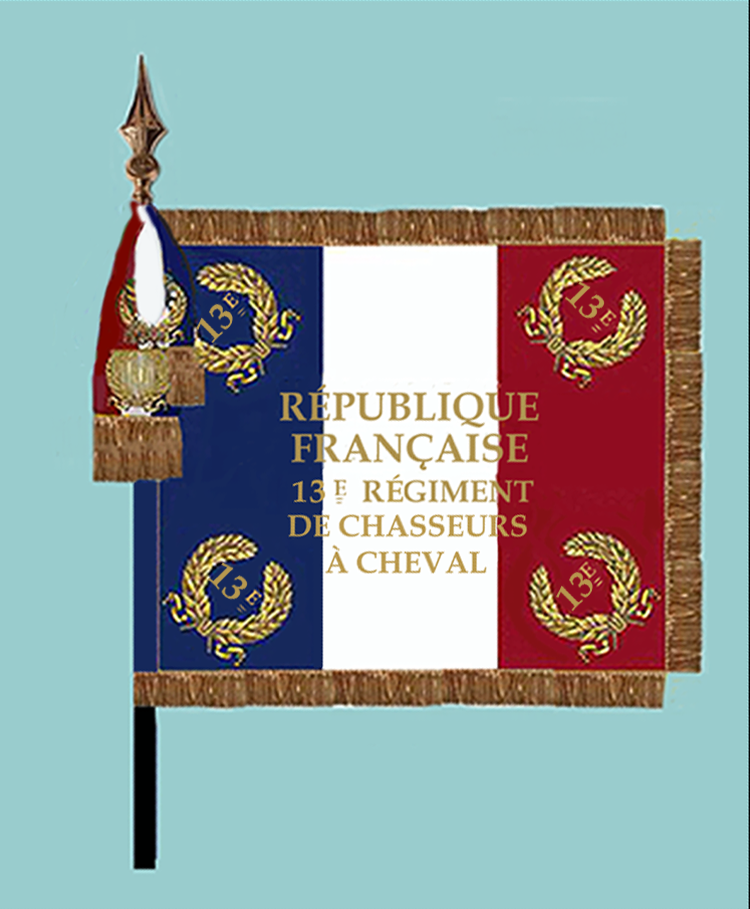
1998 (Vorderseite)
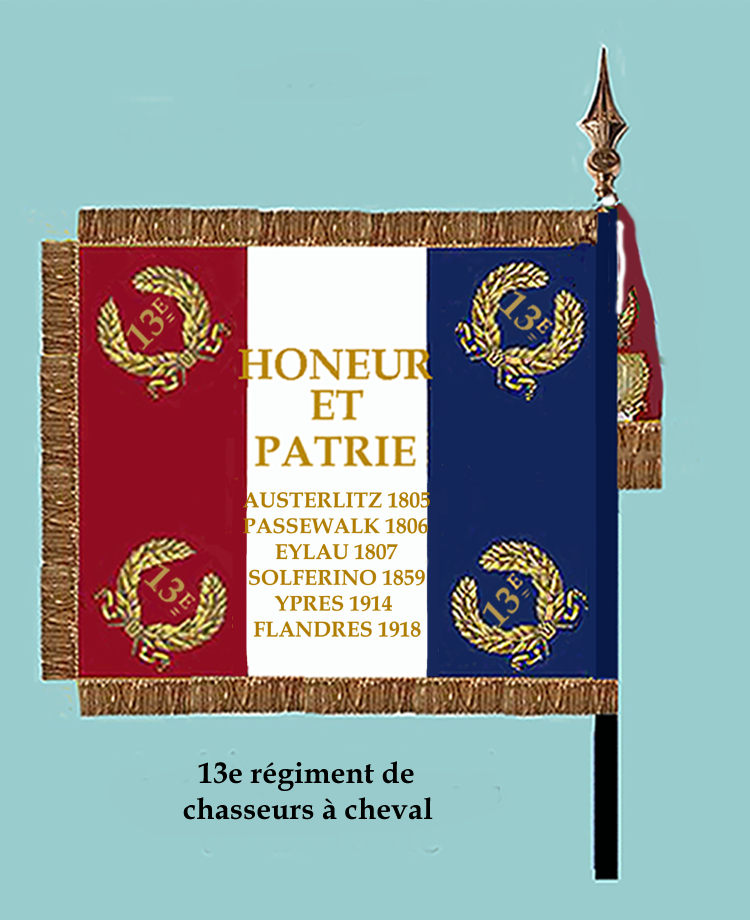
1998 (Rückseite)

Die zuletzt geführte Fahne trägt seit napoleonischer Zeit auf der Rückseite in goldenen Lettern den Namen der Schlachten, an denen das Regiment ehrenvoll teilgenommen hat.

## Devise
Sans peur et sans reproche

## Bekannte Angehörige des Regiments
- Philippe-Paul de Ségur (als Chef d’escadron)
- Georges Courteline
- Gaston de Galliffet

## Ehrungen
Das Regiment als solches hat für seine Teilnahme am Ersten Weltkrieg keine Auszeichnungen erhalten, das Fahnenband (Cravate) ist daher ohne Dekorationen. Für die Teilnahme des Vorgängerregiments an der Schlacht bei Solferino wurde der Einheit, den französischen Traditionsgepflogenheiten entsprechend, die Goldmedaille der Stadt Mailand verliehen.

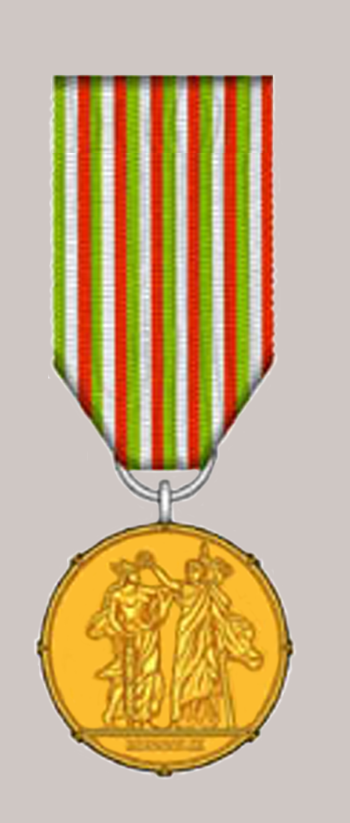
Goldmedaille der Stadt Mailand